# Реимбурсация
Реимбурсация (англ. reimbursement — выплата компенсаций) — общепринятое в международной практике здравоохранения название процесса, при помощи которого система здравоохранения влияет на доступность лекарственных препаратов и медицинских услуг для населения.
Система реимбурсации является социально-экономической системой, целью которой является обеспечение доступности лекарственных препаратов и фармацевтической помощи в целом, субъектом которой являются уполномоченные органы, осуществляющие компенсационные выплаты из определенных источников финансирования, объектом — определенные категории заболеваний и больных.

## Принципы и задачи
Основным принципом является обеспечение экономической (цена) и физической (наличие на рынке страны) доступности медикаментов для всего населения, что выполняется механизмами государственного регулирования ценообразования.
Доступность лекарств для населения определяется страной проживания с учетом особенностей государственной политики в области фармации, различий в организации систем медицинского страхования, систем компенсации стоимости лекарств, ценовой и налоговой политики. Системы компенсации стоимости лекарственных препаратов населению существуют почти во всех странах.
Основной задачей является минимизация затрат граждан и государственного бюджета на приобретение лекарств.

## Организационные структуры
Источники финансирования, условия предоставления компенсации, методы регулирования цен со стороны государства, принципы отбора лекарств для компенсации и прочее факторы являются основными в организационных структурах систем реимбурсации в разных странах.
В Европе различия методов предоставления компенсации определяются прежде всего в выборе критериев адресатов и уровней возмещения, которыми являются:
- категория потребителя (социально незащищенные слои населения, люди, которые страдают хроническими заболеваниями или заболеваниями с тяжелым течением и другие);
- вид фармацевтической помощи (стационарная, амбулаторная);
- стоимость приобретенных препаратов за определенный период;
- свойства препарата (внесение в «позитивный список», цена).

Составляющие установления цен и объемов компенсации:
- получение разрешения на реализацию препарата,
- соответствие препарата критериям эффективности, безопасности и качества,
- переговоры с учреждениями, осуществляющими выплату компенсаций, и т. п.

Социально-экономические стратегии функционирования системы реимбурсации условно можно разделить на две системы:
- государственная система медицинской и фармацевтической помощи (имеет сугубо социальный характер) — лекарственные препараты отпускаются в общем в виде доли оказания первичной медицинской помощи, стационарного лечения и финансируются из источников государственного бюджета, фондов социального страхования и обязательного медицинского страхования;
- негосударственная система (превалирует частный характер фармацевтической помощи) — осуществляется в условиях роста ценовой конкуренции, включает замену лекарственных препаратов аналогами, контроль оптовых и розничных цен и допускает использование источников финансирования и компенсации стоимости лекарственных препаратов как за счет общественных взносов, так и взносов благотворительных фондов.

Основной целью в этой системе реимбурсации является достижение стабильных источников финансирования и уменьшения затрат на лекарственные препараты. Это осуществляется за счет отбора эффективных лекарственных препаратов, подлежащих реимбурсации, их рационального использования, установление объемов бюджетных ассигнований и социально обоснованного участия пациентов в оплате стоимости лекарств.

## Компенсация средств
В зависимости от особенностей системы здравоохранения страны используются такие механизмы реимбурсации:
- для застрахованных лиц основывается на представлении пациентам счета на сумму, затраченную на лечение страховой компанией, — здесь нет непосредственной связи между страховым фондом и медицинскими или аптечными учреждениями (действует в Франции и других странах);
- для аптек и медицинских учреждений: поступают непосредственно от страховой компании на основании договоренности между страховым фондом, медицинским и аптечным учреждением (действует в Германии и других странах).